# Вращательная диффузия
Вращательная диффузия — процесс, при котором устанавливается или поддерживается равновесное статистическое распределение энергии по вращательным степеням свободы ансамбля частиц или молекул. Вращательная диффузия (диффузия вращения) является аналогом обычной (трансляционной) диффузии.
Для многих биофизических процессов важны характеристики случайного вращения молекул в растворе. Согласно закону равномерного распределения энергии по степеням свободы, молекулы большего размера будут переориентироваться в растворе медленнее, чем маленькие объекты. Следовательно, измеряя характерные времена переориентации молекул, можно судить о их общей массе и о её распределении в объекте. При равной энергии, средний квадрат проекции угловой скорости на каждую из главных осей объекта обратно пропорционален моменту инерции по этой оси. Откуда следует, что существует три значения характерного времени релаксации при переориентации, соответствующие каждой из трех главных осей. Некоторые из значений могут быть равны, если объект симметричен в главных осях. К примеру, шаровидные частицы имеют две характерные временные константы, отвечающие вращательной диффузии. Значения временных характеристик можно вычислить, используя факторы трения Перрена, по аналогии с соотношением Эйнштейна.
Экспериментально эти величины определяются методами поляризационной флуоресценции, диэлектрической спектроскопии, потокового двойного лучепреломления, по ширине пиков жидкостного ЯМР и другими биофизическими методами. Все три временных коэффициента определить довольно сложно, обычно измерению доступен лишь один из них. Если один из них значительно превосходит другие, то становится возможным определить два коэффициента (для длинных, вытянутых частиц в форме сильно сплюснутого по двум осям эллипсоида, как некоторые из вирусов).

## Закон Фика для вращательной диффузии
По аналогии с обычной диффузией, для описания вращения частиц можно записать уравнение Фика. Каждой вращающейся частице поставим в соответствие вектор n единичной длины n·n=1. К примеру, n может совпадать по направлению с вектором электрического или магнитного дипольного момента частицы (молекулы). Пусть функция f(θ, φ, t) соответствует плотности вероятности направления вектора n в момент времени t. Аргументы θ и φ являются координатами вектора в сферической системе координат, то есть θ соответствует углу между вектором n и осью z, а φ — углу между осью x и проекцией вектора n на плоскость x-y. Тогда закон Фика для вращательной диффузии выглядит следующим образом:
{\displaystyle {\frac {1}{D_{\mathrm {rot} }}}{\frac {\partial f}{\partial t}}=\nabla ^{2}f={\frac {1}{\sin \theta }}{\frac {\partial }{\partial \theta }}\left(\sin \theta {\frac {\partial f}{\partial \theta }}\right)+{\frac {1}{\sin ^{2}\theta }}{\frac {\partial ^{2}f}{\partial \phi ^{2}}}}
Это уравнение в частных производных может быть решено, если разложить функцию f(θ, φ, t) по базису из сферических функций, откуда
{\displaystyle {\frac {1}{\sin \theta }}{\frac {\partial }{\partial \theta }}\left(\sin \theta {\frac {\partial Y_{l}^{m}}{\partial \theta }}\right)+{\frac {1}{\sin ^{2}\theta }}{\frac {\partial ^{2}Y_{l}^{m}}{\partial \phi ^{2}}}=-l(l+1)Y_{l}^{m}}
Таким образом, решение исходного уравнения имеет вид
{\displaystyle f(\theta ,\phi ,t)=\sum _{l=0}^{\infty }\sum _{m=-l}^{l}C_{lm}Y_{l}^{m}(\theta ,\phi )e^{-t/\tau _{l}}}
где Clm — константы, определяемые из начального распределения, а коэффициенты {\displaystyle \tau } равны
{\displaystyle \tau _{l}={\frac {1}{D_{\mathrm {rot} }l(l+1)}}}